# Pasekaran
Pasekaran is een bestuurslaag in het regentschap Batang van de provincie Midden-Java, Indonesië. Pasekaran telt 4317 inwoners (volkstelling 2010).